# Coelichneumon flavolineatus
Coelichneumon flavolineatus är en stekelart som först beskrevs av Cameron 1903.  Coelichneumon flavolineatus ingår i släktet Coelichneumon och familjen brokparasitsteklar. Inga underarter finns listade i Catalogue of Life.